# Sussex (New Jersey)
Pour les articles homonymes, voir Sussex (homonymie).
Sussex est un borough situé dans le comté de Sussex, dans l’État du New Jersey, aux États-Unis.